# Wybory parlamentarne w Islandii w 2003 roku
Wybory parlamentarne w Islandii odbyły się 10 maja 2003 roku. Frekwencja wyniosła 87,74%. Wskutek zwycięstwa Partia Niepodległości premierem po raz kolejny został Davíð Oddsson, który pełnił tę funkcję ponad 12 lat.
Wyniki wyborów oznaczały utrzymanie się u władzy dotychczas rządzącej koalicji Partii Niepodległości i Partii Postępu. Tuż za nimi uplasował się socjaldemokratyczny Sojusz przewodzony przez byłą burmistrz Reykjaviku Ingibjörg Sólrún Gísladóttir. Taki wynik wyborów był porażką koncepcji utworzenia silnej partii centrolewicowej (Sojusz został utworzony ze zjednoczenia czterech centrolewicowych partii), która byłaby zdolna do przełamania dominującej pozycji Partii Niepodległości na islandzkiej scenie politycznej.

## Wyniki wyborów
| D                                   | Partia Niepodległości  | 61 701  | 33,68 | 22 | -4 |  |
| S                                   | Sojusz                 | 56 700  | 30,95 | 20 | +3 |  |
| B                                   | Partia Postępu         | 32 484  | 17,73 | 12 | 0  |  |
| V                                   | Ruch Zieloni-Lewica    | 16 129  | 8,80  | 5  | -1 |  |
| L                                   | Partia Liberalna       | 13 523  | 7,38  | 4  | +2 |  |
| Z                                   | Niezrzeszeni           | 1 791   | 0,98  | 0  | 0  |  |
| N                                   | Nowa Siła              | 855     | 0,47  | 0  | 0  |  |
| Razem                               | Razem                  | 183 183 | 100   | 63 | –  |  |
|                                     |                        |         |       |    |    |  |
| Głosy ważne                         | Głosy ważne            | 183 172 | 98,80 | –  | –  |  |
| Głosy nieważne i puste              | Głosy nieważne i puste | 2 220   | 1,20  | –  | –  |  |
| Głosy razem                         | Głosy razem            | 185 392 | 100   | 63 | –  |  |
| Wyborcy/frekwencja                  | Wyborcy/frekwencja     | 211 304 | 87,74 | –  | –  |  |
| Źródło: Urząd Statystyczny Islandii |                        |         |       |    |    |  |